# Đội tuyển bóng đá trong nhà quốc gia Nhật Bản
Đội tuyển bóng đá trong nhà quốc gia Nhật Bản đại diện cho Nhật Bản tại các giải đấu bóng đá trong nhà quốc tế và được quản lý bởi Hiệp hội bóng đá Nhật Bản. Đây là một trong hai đội tuyển duy nhất ở châu Á cùng Iran vô địch Cúp bóng đá trong nhà châu Á (vào năm 2006, 2012, 2014 và 2022). Nhật Bản cũng dự 5 kỳ World Cup.

## Kỷ lục giải thi đấu

### Giải vô địch bóng đá trong nhà thế giới
| Kỷ lục giải vô địch bóng đá trong nhà thế giới | Kỷ lục giải vô địch bóng đá trong nhà thế giới | Kỷ lục giải vô địch bóng đá trong nhà thế giới | Kỷ lục giải vô địch bóng đá trong nhà thế giới | Kỷ lục giải vô địch bóng đá trong nhà thế giới | Kỷ lục giải vô địch bóng đá trong nhà thế giới | Kỷ lục giải vô địch bóng đá trong nhà thế giới | Kỷ lục giải vô địch bóng đá trong nhà thế giới |
| Năm                                            | Vòng                                           | ST                                             | T                                              | H                                              | B                                              | BT                                             | BB                                             |
| ---------------------------------------------- | ---------------------------------------------- | ---------------------------------------------- | ---------------------------------------------- | ---------------------------------------------- | ---------------------------------------------- | ---------------------------------------------- | ---------------------------------------------- |
| 1989                                           | Vòng bảng                                      | 3                                              | 0                                              | 0                                              | 3                                              | 3                                              | 11                                             |
| 1992                                           | Không vượt qua vòng loại                       | Không vượt qua vòng loại                       | Không vượt qua vòng loại                       | Không vượt qua vòng loại                       | Không vượt qua vòng loại                       | Không vượt qua vòng loại                       | Không vượt qua vòng loại                       |
| 1996                                           | Không vượt qua vòng loại                       | Không vượt qua vòng loại                       | Không vượt qua vòng loại                       | Không vượt qua vòng loại                       | Không vượt qua vòng loại                       | Không vượt qua vòng loại                       | Không vượt qua vòng loại                       |
| 2000                                           | Không vượt qua vòng loại                       | Không vượt qua vòng loại                       | Không vượt qua vòng loại                       | Không vượt qua vòng loại                       | Không vượt qua vòng loại                       | Không vượt qua vòng loại                       | Không vượt qua vòng loại                       |
| 2004                                           | Vòng bảng                                      | 3                                              | 0                                              | 1                                              | 2                                              | 5                                              | 11                                             |
| 2008                                           | Vòng bảng                                      | 4                                              | 2                                              | 0                                              | 2                                              | 13                                             | 24                                             |
| 2012                                           | Vòng 16 đội                                    | 4                                              | 1                                              | 1                                              | 2                                              | 13                                             | 17                                             |
| 2016                                           | Không vượt qua vòng loại                       | Không vượt qua vòng loại                       | Không vượt qua vòng loại                       | Không vượt qua vòng loại                       | Không vượt qua vòng loại                       | Không vượt qua vòng loại                       | Không vượt qua vòng loại                       |
| 2021                                           | Vòng 16 đội                                    | 4                                              | 1                                              | 0                                              | 3                                              | 13                                             | 14                                             |
| 2024                                           | Không vượt qua vòng loại                       | Không vượt qua vòng loại                       | Không vượt qua vòng loại                       | Không vượt qua vòng loại                       | Không vượt qua vòng loại                       | Không vượt qua vòng loại                       | Không vượt qua vòng loại                       |
| Tổng số                                        | 5/9                                            | 18                                             | 4                                              | 2                                              | 12                                             | 47                                             | 77                                             |

### Cúp bóng đá trong nhà châu Á
| Kỷ lục Cúp châu Á | Kỷ lục Cúp châu Á              | Kỷ lục Cúp châu Á              | Kỷ lục Cúp châu Á              | Kỷ lục Cúp châu Á              | Kỷ lục Cúp châu Á              | Kỷ lục Cúp châu Á              | Kỷ lục Cúp châu Á              |
| Năm               | Vòng                           | ST                             | T                              | H*                             | B                              | BT                             | BB                             |
| ----------------- | ------------------------------ | ------------------------------ | ------------------------------ | ------------------------------ | ------------------------------ | ------------------------------ | ------------------------------ |
| 1999              | Hạng tư                        | 5                              | 1                              | 3                              | 1                              | 18                             | 18                             |
| 2000              | Hạng tư                        | 6                              | 3                              | 0                              | 3                              | 36                             | 26                             |
| 2001              | Hạng tư                        | 7                              | 2                              | 1                              | 4                              | 25                             | 29                             |
| 2002              | Á quân                         | 7                              | 6                              | 0                              | 1                              | 20                             | 10                             |
| 2003              | Á quân                         | 6                              | 5                              | 0                              | 1                              | 37                             | 9                              |
| 2004              | Á quân                         | 7                              | 6                              | 0                              | 1                              | 49                             | 10                             |
| 2005              | Á quân                         | 8                              | 7                              | 0                              | 1                              | 48                             | 9                              |
| 2006              | Vô địch                        | 5                              | 5                              | 0                              | 0                              | 35                             | 8                              |
| 2007              | Á quân                         | 6                              | 5                              | 0                              | 1                              | 41                             | 12                             |
| 2008              | Hạng ba                        | 6                              | 5                              | 0                              | 1                              | 25                             | 9                              |
| 2010              | Hạng ba                        | 6                              | 5                              | 0                              | 1                              | 26                             | 10                             |
| 2012              | Vô địch                        | 6                              | 6                              | 0                              | 0                              | 25                             | 5                              |
| 2014              | Vô địch                        | 6                              | 4                              | 1                              | 1                              | 28                             | 7                              |
| 2016              | Hạng bảy                       | 5                              | 3                              | 1                              | 1                              | 21                             | 12                             |
| 2018              | Á quân                         | 6                              | 5                              | 0                              | 1                              | 18                             | 10                             |
| 2020              | Bị huỷ bỏ vì Đại dịch COVID 19 | Bị huỷ bỏ vì Đại dịch COVID 19 | Bị huỷ bỏ vì Đại dịch COVID 19 | Bị huỷ bỏ vì Đại dịch COVID 19 | Bị huỷ bỏ vì Đại dịch COVID 19 | Bị huỷ bỏ vì Đại dịch COVID 19 | Bị huỷ bỏ vì Đại dịch COVID 19 |
| 2022              | Vô địch                        | 6                              | 5                              | 0                              | 1                              | 17                             | 7                              |
| 2024              | Vòng bảng                      | 3                              | 1                              | 1                              | 1                              | 8                              | 4                              |
| Tổng số           | 17/17                          | 95                             | 69                             | 7                              | 19                             | 460                            | 188                            |

### Bóng đá trong nhà tại Đại hội Thể thao Trong nhà và Võ thuật châu Á
| 2005    | Không tham dự | Không tham dự | Không tham dự | Không tham dự | Không tham dự | Không tham dự | Không tham dự | Không tham dự | Không tham dự | Không tham dự |
| 2007    | Tứ kết        | 4             | 2             | 1             | 1             | 6             | 2             |               |               |               |
| 2009    | Tứ kết        | 3             | 1             | 0             | 2             | 10            | 11            |               |               |               |
| 2013    | Á quân        | 5             | 4             | 0             | 1             | 19            | 15            |               |               |               |
| 2017    | Hạng ba       | -             | -             | -             | -             | -             | -             |               |               |               |
| Tổng số | 4/5           | 12            | 7             | 1             | 4             | 35            | 28            |               |               |               |

### Giải vô địch bóng đá trong nhà Đông Á
| 2009    | Á quân        | 5             | 4             | 0             | 1             | 32            | 9             |               |               |               |
| 2013    | Không tham dự | Không tham dự | Không tham dự | Không tham dự | Không tham dự | Không tham dự | Không tham dự | Không tham dự | Không tham dự | Không tham dự |
| Tổng số | 1/2           | 5             | 4             | 0             | 1             | 32            | 9             |               |               |               |

### Grand Prix de Futsal
| 2005    | Không tham dự | Không tham dự | Không tham dự | Không tham dự | Không tham dự | Không tham dự | Không tham dự | Không tham dự | Không tham dự | Không tham dự |
| 2006    | Không tham dự | Không tham dự | Không tham dự | Không tham dự | Không tham dự | Không tham dự | Không tham dự | Không tham dự | Không tham dự | Không tham dự |
| 2007    | Không tham dự | Không tham dự | Không tham dự | Không tham dự | Không tham dự | Không tham dự | Không tham dự | Không tham dự | Không tham dự | Không tham dự |
| 2008    | Không tham dự | Không tham dự | Không tham dự | Không tham dự | Không tham dự | Không tham dự | Không tham dự | Không tham dự | Không tham dự | Không tham dự |
| 2009    | Không tham dự | Không tham dự | Không tham dự | Không tham dự | Không tham dự | Không tham dự | Không tham dự | Không tham dự | Không tham dự | Không tham dự |
| 2010    | Không tham dự | Không tham dự | Không tham dự | Không tham dự | Không tham dự | Không tham dự | Không tham dự | Không tham dự | Không tham dự | Không tham dự |
| 2011    | Không tham dự | Không tham dự | Không tham dự | Không tham dự | Không tham dự | Không tham dự | Không tham dự | Không tham dự | Không tham dự | Không tham dự |
| 2013    | Hạng tám      | 4             | 0             | 0             | 4             | 8             | 19            |               |               |               |
| 2014    | Không tham dự | Không tham dự | Không tham dự | Không tham dự | Không tham dự | Không tham dự | Không tham dự | Không tham dự | Không tham dự | Không tham dự |
| 2015    | Không tham dự | Không tham dự | Không tham dự | Không tham dự | Không tham dự | Không tham dự | Không tham dự | Không tham dự | Không tham dự | Không tham dự |
| 2018    | Không tham dự | Không tham dự | Không tham dự | Không tham dự | Không tham dự | Không tham dự | Không tham dự | Không tham dự | Không tham dự | Không tham dự |
| Tổng số | 1/11          | 4             | 0             | 0             | 4             | 8             | 19            |               |               |               |

### Futsal Confederations Cup
| 2009    | Không tham dự | Không tham dự | Không tham dự | Không tham dự | Không tham dự | Không tham dự | Không tham dự | Không tham dự | Không tham dự | Không tham dự |
| 2013    | Không tham dự | Không tham dự | Không tham dự | Không tham dự | Không tham dự | Không tham dự | Không tham dự | Không tham dự | Không tham dự | Không tham dự |
| 2014    | Hạng sáu      | 3             | 1             | 0             | 2             | 6             | 9             |               |               |               |
| 2017    | Không tham dự | Không tham dự | Không tham dự | Không tham dự | Không tham dự | Không tham dự | Không tham dự | Không tham dự | Không tham dự | Không tham dự |
| Tổng số | 1/4           | 3             | 1             | 0             | 2             | 6             | 9             |               |               |               |

*Ghi chú bốc thăm bao gồm các trận đấu vòng đấu loại trực tiếp được quyết định trên đá phạt đền.
**Màu nền màu vàng chỉ ra rằng giải đấu đã thắng.
***Màu đường viền màu đỏ chỉ ra giải đấu đã tổ chức trên sân nhà.

## Cầu thủ

### Đội hình hiện tại
Dưới đây là 15 cầu thủ đã được triệu tập cho Giải vô địch bóng đá trong nhà châu Á 2018.
Huấn luyện viên trưởng:  Bruno García Formoso
| 0#0 | Vị trí | Cầu thủ           | Ngày sinh và tuổi           | Câu lạc bộ        |
| --- | ------ | ----------------- | --------------------------- | ----------------- |
| 1   | TM     | Sekiguchi Yushi   | 24 tháng 10, 1991 (26 tuổi) | Nagoya Oceans     |
| 2   | TM     | Pires Higor       | 7 tháng 7, 1980 (37 tuổi)   | Pescadola Machida |
| 16  | TM     | Yazawa Daimu      | 27 tháng 2, 1994 (23 tuổi)  | Fugador Sumida    |
| 3   | FP     | Murota Yuki       | 13 tháng 4, 1992 (25 tuổi)  | Pescadola Machida |
| 4   | FP     | Saito Koichi      | 25 tháng 8, 1994 (23 tuổi)  | Nagoya Oceans     |
| 5   | FP     | Akira Minamoto    | 28 tháng 1, 1987 (31 tuổi)  | Fuchu Athletic    |
| 6   | FP     | Yoshikawa Tomoki  | 3 tháng 2, 1989 (28 tuổi)   | Nagoya Oceans     |
| 7   | FP     | Henmi Rafael      | 30 tháng 7, 1992 (25 tuổi)  | Benfica           |
| 8   | FP     | Takita Manabu     | 26 tháng 7, 1986 (31 tuổi)  | Pescadola Machida |
| 9   | FP     | Morioka Kaoru     | 7 tháng 4, 1979 (38 tuổi)   | Pescadola Machida |
| 10  | FP     | Nibuya Kazuhiro   | 13 tháng 12, 1987 (30 tuổi) | Vasagey Oita      |
| 11  | FP     | Hoshi Shota       | 17 tháng 11, 1985 (32 tuổi) | Bardral Urayasu   |
| 12  | FP     | Shimizu Kazuya    | 6 tháng 2, 1997 (20 tuổi)   | Fugador Sumida    |
| 13  | FP     | Watanabe Tomoaki  | 29 tháng 4, 1986 (31 tuổi)  | Fuchu Athletic    |
| 14  | FP     | Nishitani Ryosuke | 31 tháng 1, 1986 (32 tuổi)  | Nagoya Oceans     |
| 15  | FP     | Kato Minami       | 20 tháng 12, 1992 (25 tuổi) | Shriker Osaka     |